# Saltsjöbanan

Saltsjöbanan – kolej aglomeracyjna w Sztokholmie. Składa się z dwóch linii: dłuższa, która kursuje na trasie Slussen – Saltsjöbaden oraz krótsza na trasie Igelboda – Solsidan. Linie krzyżują się na stacji Igelboda. Pociągi w dni powszednie kursują z częstotliwością co 20 minut, a wieczorem i w weekend co pół godziny.

## Historia
W 1889 r. szwedzki finansista i polityk Knut A. Wallenberg wykupił 890 ha ziemi pod przyszłe nowoczesne osiedle podmiejskie typu „miasto – ogród”. Wąskie drogi i brak komunikacji zbiorowej spowodowały, że nową dzielnicę postanowiono połączyć z centrum Sztokholmu przy pomocy linii kolejowej. Linię otworzono w roku 1893, przedłużono ją po wybudowaniu tunelu długości 693 m. pod górą Ersta. Linię zelektryfikowano w roku 1913, a w 1936 r. doprowadzono ją do Slussen w centrum Sztokholmu.
Od lipca 2016 ruch na linii jest częściowo zawieszony na czas remontu linii, skoncentrowanego głównie na bezpieczeństwie i zmniejszeniu ryzyka wypadków. Pociągi kursują tylko do stacji Henriksdal, położonej na granicy gmin Nacka i Sztokholm. W międzyczasie na końcu linii realizowany jest projekt Nya Slussen. Wznowienie ruchu na całej długości linii zapowiedziane jest na rok 2023.

## Linie
| Linie  | Trasa                  | Czas podróży | Długość | Stacje |
| ------ | ---------------------- | ------------ | ------- | ------ |
| L25    | Slussen – Saltsjöbaden | 30 min       | 16 km   | 14     |
| L26    | Igelboda – Solsidan    | 6 min        | 3 km    | 5      |
| Razem: | Razem:                 | Razem:       | 18,6 km | 18     |